# 機界戦隊ゼンカイジャーVSキラメイジャーVSセンパイジャー
- スーパー戦隊シリーズ
  - 機界戦隊ゼンカイジャー > 機界戦隊ゼンカイジャーVSキラメイジャーVSセンパイジャー
  - 魔進戦隊キラメイジャー > 機界戦隊ゼンカイジャーVSキラメイジャーVSセンパイジャー
  - 海賊戦隊ゴーカイジャー > 機界戦隊ゼンカイジャーVSキラメイジャーVSセンパイジャー
  - 快盗戦隊ルパンレンジャーVS警察戦隊パトレンジャー > 機界戦隊ゼンカイジャーVSキラメイジャーVSセンパイジャー

『機界戦隊ゼンカイジャーVSキラメイジャーVSセンパイジャー』（キカイセンタイゼンカイジャーたいキラメイジャーたいセンパイジャー）は、2022年9月28日に発売のオリジナルビデオ作品。

## 概要
特撮テレビドラマスーパー戦隊シリーズの『機界戦隊ゼンカイジャー』と『魔進戦隊キラメイジャー』のクロスオーバー作品で、東映Vシネマのレーベル「Vシネクスト」よりリリースされるVSシリーズ第28弾。映像ソフトとしてのリリースに先駆け、2022年4月29日には劇場公開も行われた。
時系列としては『ゼンカイジャー』テレビシリーズ最終回後の話である。
本作品では、ゼンカイジャーとキラメイジャーの登場キャラクターの他に、『海賊戦隊ゴーカイジャー』のゴーカイレッドから『騎士竜戦隊リュウソウジャー』のリュウソウレッドまでの、10大戦隊のレッド戦士による混成チーム「センパイジャー」が登場する。このうち、ゴーカイレッドと『快盗戦隊ルパンレンジャーVS警察戦隊パトレンジャー』のルパンレッドは、変身前のキャプテン・マーベラスと夜野魁利としても登場する。
監督は『キラメイジャー』のパイロットを務めた山口恭平、脚本は『ゼンカイジャー』のメインライターを務めた香村純子が担当する。

## 制作
焼肉については、無理矢理戦隊同士が揉めるよりは仲良く交流する方がいいと思い、コロナ禍の影響で撮影の制約上、前年ではできなかった食事のシーンをするということから生まれたものだが、センパイジャーが秘宝を捜している中で、焼肉をただ食べているだけでは失礼なため、焼肉を食べ続けなければならない罠にかけられ、キラメイジャーとゼンカイジャーにとっての今回のバトルは焼肉を食べるということとなった。
マーベラスと魁利は、キラメイジャーがゼンカイジャーとぶつかるようなタイプの人ではないため、彼らを引っ掻き回すようなチョイ悪の2人として選ばれ、素直なゼンカイジャーと大人のキラメイジャーを無理に喧嘩させるのではなく、その分を2人が担当することとなった。
敵については、白倉からの依頼で、強敵が出現したから力を合わせるのではなく、そうでもない強さだが数が多いということとなった。
序盤のトングを持って構えるシーンでは、時雨役の水石亜飛夢は小夜役の工藤美桜が出演していた『仮面ライダーゴースト』の工藤のポーズ、工藤は水石が出演していた『牙狼〈GARO〉 -魔戒ノ花-』の水石のポーズをしている。

## あらすじ
ゼンカイトピアを訪れたクリスタリアの女王・マブシーナは他の世界と国交を開くための儀式に必要な、様々な世界に散らばった4つのカナエマストーンの収集をキラメイジャーとゼンカイジャーたちに依頼した。
だが、街に出現したカルビワルドによってゼンカイジャーとキラメイジャーは焼肉屋空間に閉じ込められ、何度も何度も出てくる焼肉を完食するまで脱出することが出来なくなってしまう。
そんな中、キャプテン・マーベラスや夜野魁利、ゴールドツイカー一家も秘宝探しに名乗りを上げ、世界を超えた争奪戦が繰り広げられる。

## 登場人物
ポットデウス
トジテンド王朝のボッコワウス大王の隠し子を自称するキカイノイド。全ての世界をカナエマストーンの力で支配しようとする。
- デザインはK-SuKeが担当。ポッと出ということから、デザインを担当したK-SuKe自身がモチーフであるという。跳ねてしまう癖っ毛を歯車のようにアレンジし、鼻は嘴のように大型化させ、細い目にメガネを付けている。青二才であることから、青い色となっている。ベルトと胸の飾りは趣味のプラモデルのランナーとパーツとなっている。

Dr.イオカル
キツネトピアから来た科学者で、トジテンド王朝の再興を目論み、ポットデウスを補佐する。マブシーナを牢獄に拘束してトジテンドパレスを制圧し、カナエマストーン・イリュージョアの力でマブシーナに変身し、カラフルへとやって来てステイシーに近づき、彼を拘束した。

カルビワルド
クダックにDr.イオカルがトジルギアを基に開発したギアを組み込むことで生まれたワルド怪人。赤～熱ヤキニックフィンガーが必殺技。カルビトピアの力を解放することで、キラメイジャーとゼンカイジャーを焼肉屋空間に閉じ込める。カナエマストーン・リバーシアの力で、焼肉屋空間の皿の上の時間を何度も巻き戻らせることで、完食できない状況を生み出していた。
- デザインはK-SuKeが担当。名前がカルビであることから、骨付きカルビの骨の部分が顔になっている。七輪が腕でその網から出た肉が手となっている。

ダイカルビワルド
ニュークダイテストが暴走したカルビパワーを受けて、変化した巨大戦闘兵。武器は口の火炎放射器カルビバーナーと右腕のエキサイトングソード。
- デザインはK-SuKeが担当。顔のポリゴン板がカルビ肉となっており、焼肉用の網の奥の火種が目となっている。エキサイトングソードの網部分は煙を吸い込む換気扇となっており、焼肉屋のロゴをイメージしたウシの顔のようなマークを入れている。

## 本作品オリジナルの戦力
キラメキゼンカイジュウギア
キラメイレッドのひらめきと、マブシーナのブルークリスタルによって生まれたセンタイギア。命名はキラメイレッド。
キラメキゼンカイザー
ゼンカイザーがキラメキゼンカイジュウギアをギアトリンガーにセットしてパワーアップした姿。キャッチフレーズは「秘密のキラメキ！」。スーパーゼンカイザー同様ゼンカイテンランスを装備。
キラメキツーカイザー
ツーカイザーがキラメキゼンカイジュウギアをギアダリンガーにセットしてパワーアップした姿。キャッチフレーズは「海賊のキラメキ！」。
キラメキゼンリョクゼンカイオー
キラメキゼンカイザーが搭乗したゼンリョクイーグルと、機界変形したジュランたちが全力全開合体した、キラメくボディを持つゼンリョクゼンカイオーの特別な形態。ゼンカイジャー・キラメキビッグバンが必殺技。
- 当初、脚本には魔進の登場予定はなかったが、クライマックスの必殺技で登場させることとなった。

## キャスト
- 五色田介人 / ゼンカイザー - 駒木根葵汰[2]
- ゾックス・ゴールドツイカー / ツーカイザー - 増子敦貴[2]
- フリント・ゴールドツイカー - 森日菜美[2]
- ステイシー / ステイシーザー - 世古口凌[2]
- 熱田充瑠 / キラメイレッド - 小宮璃央[2]
- 射水為朝 / キラメイイエロー - 木原瑠生[2]
- 速見瀬奈 / キラメイグリーン - 新條由芽[2]
- 押切時雨 / キラメイブルー - 水石亜飛夢[2]
- 大治小夜 / キラメイピンク - 工藤美桜[2]
- クリスタリア宝路 / キラメイシルバー - 庄司浩平[2]
- キャプテン・マーベラス / ゴーカイレッド - 小澤亮太[6][2]『海賊戦隊ゴーカイジャー』
- 夜野魁利 / ルパンレッド - 伊藤あさひ[6][2]『快盗戦隊ルパンレンジャーVS警察戦隊パトレンジャー』
- 食いしん坊 - もえのあずき[15]
- 五色田功（写真） - 川岡大次郎
- 五色田美都子（写真） - 甲斐まり恵
- 五色田ヤツデ - 榊原郁恵[2]

### 声の出演
- ジュラン / ゼンカイジュラン - 浅沼晋太郎[2]
- ガオーン / ゼンカイガオーン - 梶裕貴[2]
- マジーヌ / ゼンカイマジーヌ - 宮本侑芽[2]
- ブルーン / ゼンカイブルーン - 佐藤拓也[2]
- カッタナー - 鈴木崚汰[2]
- リッキー - 松田颯水[2]
- セッちゃん - 福圓美里[2]
- マブシーナ - 水瀬いのり[2]
- ポットデウス - 岡本信彦[15]
- Dr.イオカル - 立花慎之介[15]
- カルビワルド - 長嶝高士[15][2]

### スーツアクター
劇場パンフレットより。
テレビシリーズと同時進行していたため、アクションチームはBOSアクションユニティが入っており、ゼンカイジャーはオリジナルキャストが演じているが、キラメイジャーとセンパイジャーはBOSがスーツアクターを務めている。
- ゼンカイザー[16][4] - 高田将司
- ジュラン[17][18] - 竹内康博
- ガオーン[19][18] - 蔦宗正人
- マジーヌ[20][18] - 下園愛弓
- ブルーン[18] - 岡田和也
- ツーカイザー[16][4] - 伊藤茂騎
- ステイシーザー[21][16] - 神前元
- 野川瑞穂
- ポットデウス[22][4] - 神尾直子
- カルビワルド[4] - 村岡弘之
- Dr.イオカル[23][4] - 草野伸介
- 今井靖彦
- 米岡孝弘
- 井口尚哉
- 宇佐美紗風
- 鍜治洸太朗
- 坂梨由芽
- 富永研司
- 藤田洋平
- 杉森菜摘
- 五味涼子
- 奈良充樹
- 清水麟太郎
- 白井雅士
- 大夢
- 上平田結花
- 関川正隆
- 岩上弘数
- ルパンレッド[24] - 鈴木大樹
- キラメイレッド[25] - 橋渡竜馬
- キラメイイエロー[26] - 古屋貴士
- 本多翼
- 大隈厚志
- キラメイピンク[27] - 久松宥希
- キラメイシルバー[28] - 原隆太
- 下川真矢
- 和田三四郎
- 坂井良平
- 金山拓矢
- 高嵜百花
- 佐伯啓
- 大内田将樹
- 中川和貴
- 山口真弥
- 堀田慶斗
- 渡邊海斗
- 佐藤丈
- 安川桃香
- 寺田涼夏
- 河津香賀美
- 熊本敬介
- 本間汐莉
- 今井大樹
- 平野兼椰
- 金谷春来
- 成田夏海
- 鈴木亮平
- 酒井大樹
- 藤田恭平
- 黒岩大樹
- 徳江美佐保
- 國井舞姫
- 三浦奈美
- 横田遼
- 南誉士広
- 下尾浩章
- 香田弘臣
- 香田錬
- 横溝健太
- 井上象策

## スタッフ
スーツアクターと同様、テレビシリーズと同時進行していたため、アクション監督は清家利一が担当している。
- 原作 - 八手三郎[29][2]
- Special Thanks - 石ノ森章太郎[2]
- 脚本 - 香村純子[出典 2]
- 音楽 - 渡辺宙明、大石憲一郎、松本淳一、山下康介、高木洋
- 撮影 - 相葉実
- 照明 - 柴田守
- 美術 - 竹内公一
- 編集 - 佐藤連
- 録音 - 榎田大道
- スクリプター - 坂本希代子
- アクションコーディネイター - 岩上弘数（B.O.S Action Unity）
- 助監督 - 谷本健晋（B.O.S Entertainment）
- 制作担当 - 伊藤隆幸、中島嘉隆
- ラインプロデューサー - 伊場野高嗣、佐々木幸司
- 制作プロダクション - 東映テレビ・プロダクション
- 製作 - 東映ビデオ、東映エージエンシー、バンダイ、東映
- 委員会スタッフ - 安村基・石井悠吾（東映ビデオ）、清水啓司・川上修弘（東映エージエンシー）、古澤圭亮・大矢陽久・坂本悠・鎌谷梨央（バンダイ）
- エグゼクティブプロデューサー - 加藤和夫（東映ビデオ）
- プロデューサー - 山田真行（東映ビデオ）、白倉伸一郎・武部直美（東映）、矢田晃一、深田明宏（東映エージエンシー）[2]
- アクション監督 - 清家利一（ジャパンアクションエンタープライズ）[2]
- 監督 - 山口恭平[出典 2]

## 音楽
「全力全開！ゼンカイジャー」
作詩 - マイクスギヤマ / 作曲・編曲 - 園田健太郎 / 歌 - つるの剛士 / コーラス - ことのみ児童合唱団 / 振付 - 彩木エリ
「キラフル ミラクル キラメイジャー」
作詩 - 藤林聖子 / 作曲 - 岩崎貴文 / 編曲 - 籠島裕昌 / 歌 - 出口たかし / 振付 - 幸

## 映像ソフト化
Blu-ray / DVDでリリース。
- 機界戦隊ゼンカイジャーVSキラメイジャーVSセンパイジャー 劇場先行販売版（DVD1枚組、2022年4月29日に上映劇場にて数量限定で発売）
  - 映像特典
    - PR集
- 機界戦隊ゼンカイジャーVSキラメイジャーVSセンパイジャー DVD通常版（1枚組、2022年9月28日発売）
  - 映像特典
    - PR集
- 機界戦隊ゼンカイジャーVSキラメイジャーVSセンパイジャー Blu-ray通常版（1枚組、2022年9月28日発売）
  - 音声特典
    - オーディオコメンタリー（駒木根葵汰×増子敦貴×世古口凌×森日菜美）

  - 映像特典
    - メイキング
    - ショートメイキング集
    - キラメキ全力全開! Q&A集
    - 舞台挨拶
    - PR集
    - セッちゃんデータベース
    - ポスターギャラリー
- 【初回生産限定】機界戦隊ゼンカイジャーVSキラメイジャーVSセンパイジャー スペシャル版（1枚組、2022年9月28日発売）
  - セット内容
    - 機界戦隊ゼンカイジャーVSキラメイジャーVSセンパイジャー（通常版と共通）
    - DXキラメキゼンカイジュウギア
    - スペシャルフォトブック（A4サイズ・52P）